# Cardamine kitaibelii
Cardamine kitaibelii är en korsblommig växtart som beskrevs av Alfred Becherer. Cardamine kitaibelii ingår i släktet bräsmor, och familjen korsblommiga växter. Inga underarter finns listade i Catalogue of Life.
Kronbladen är blekt gula.
Den förekommer i Schweiz, Italien och västra Jugoslavien.

## Bildgalleri

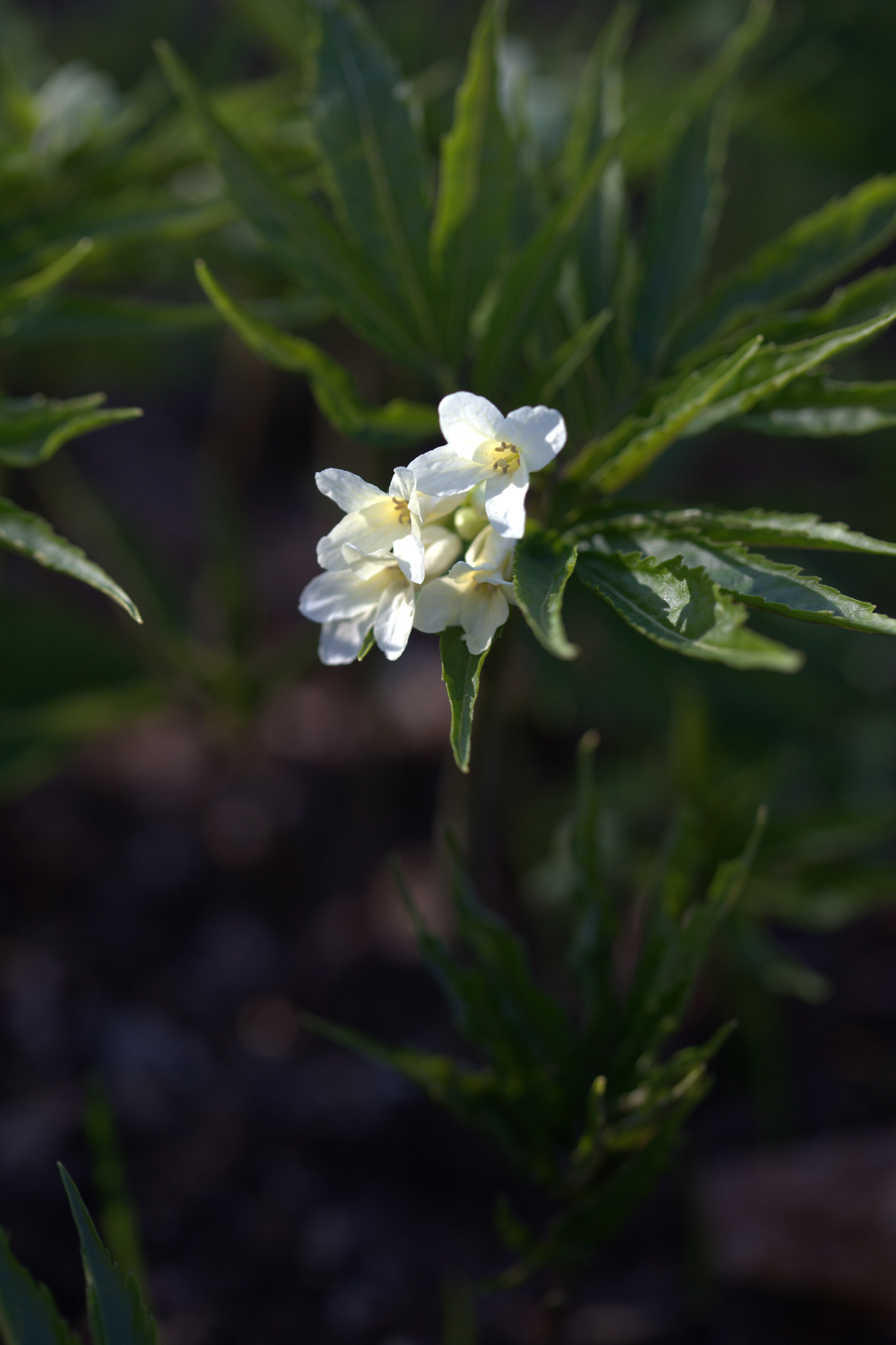
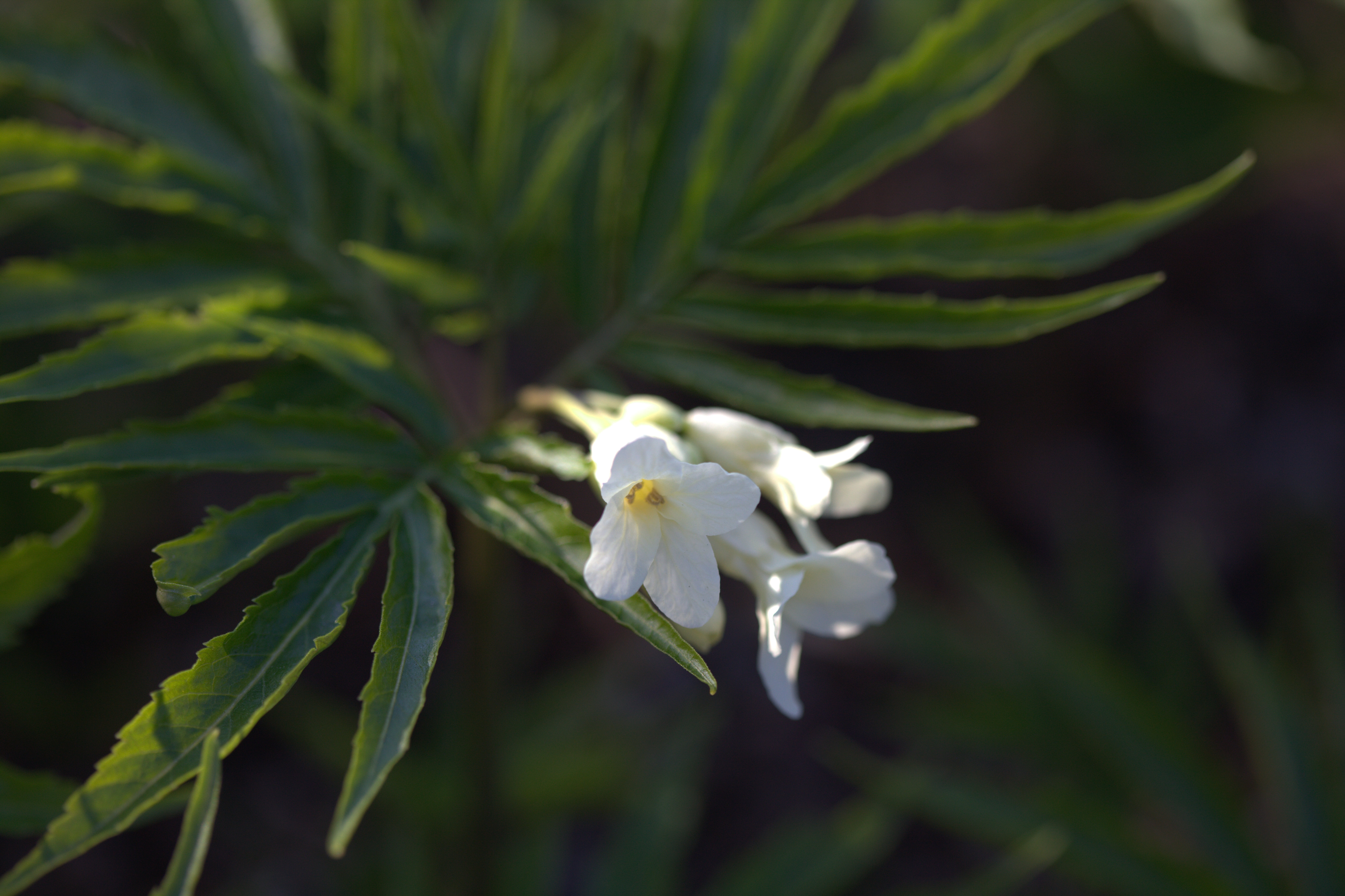
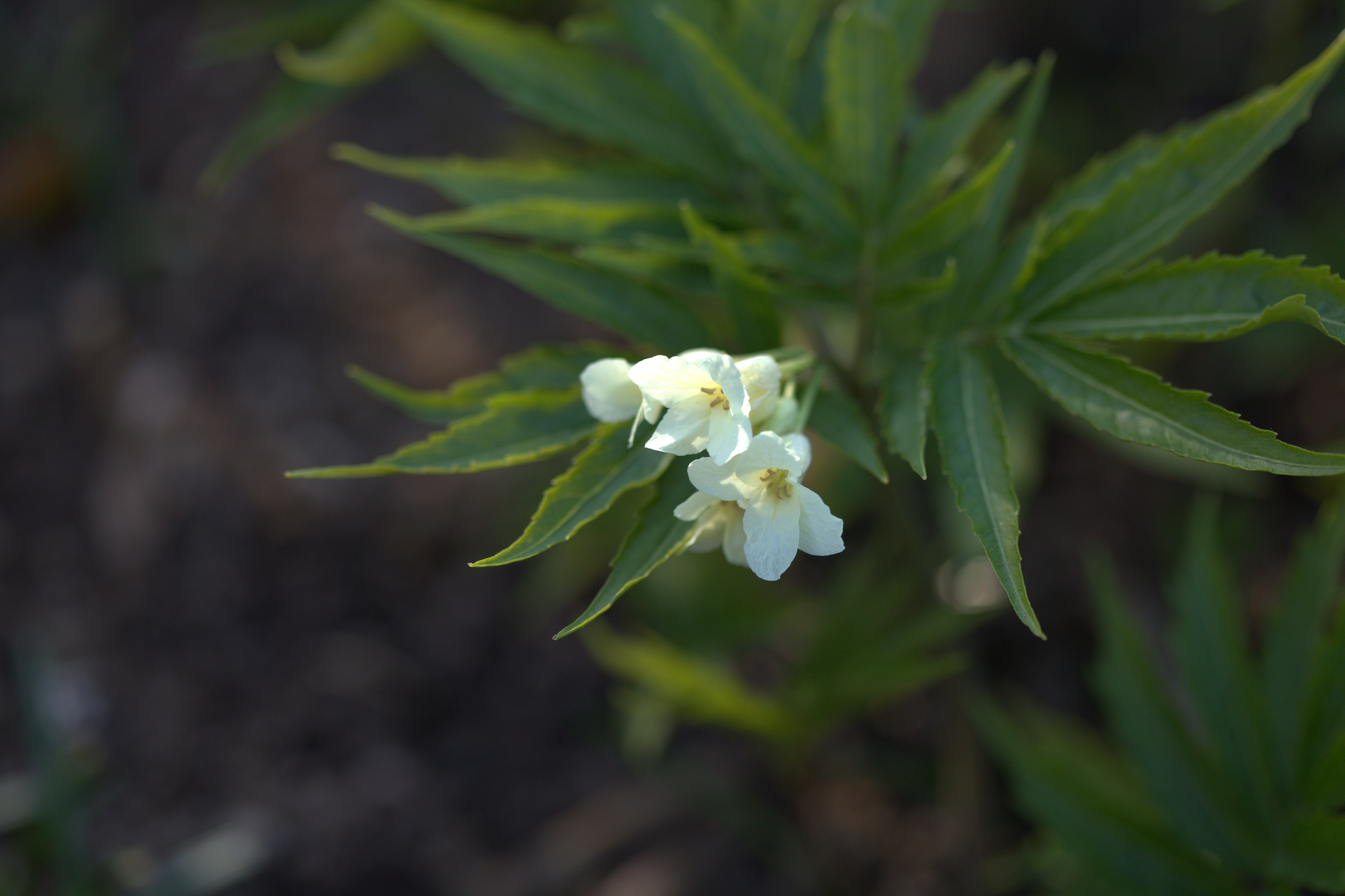
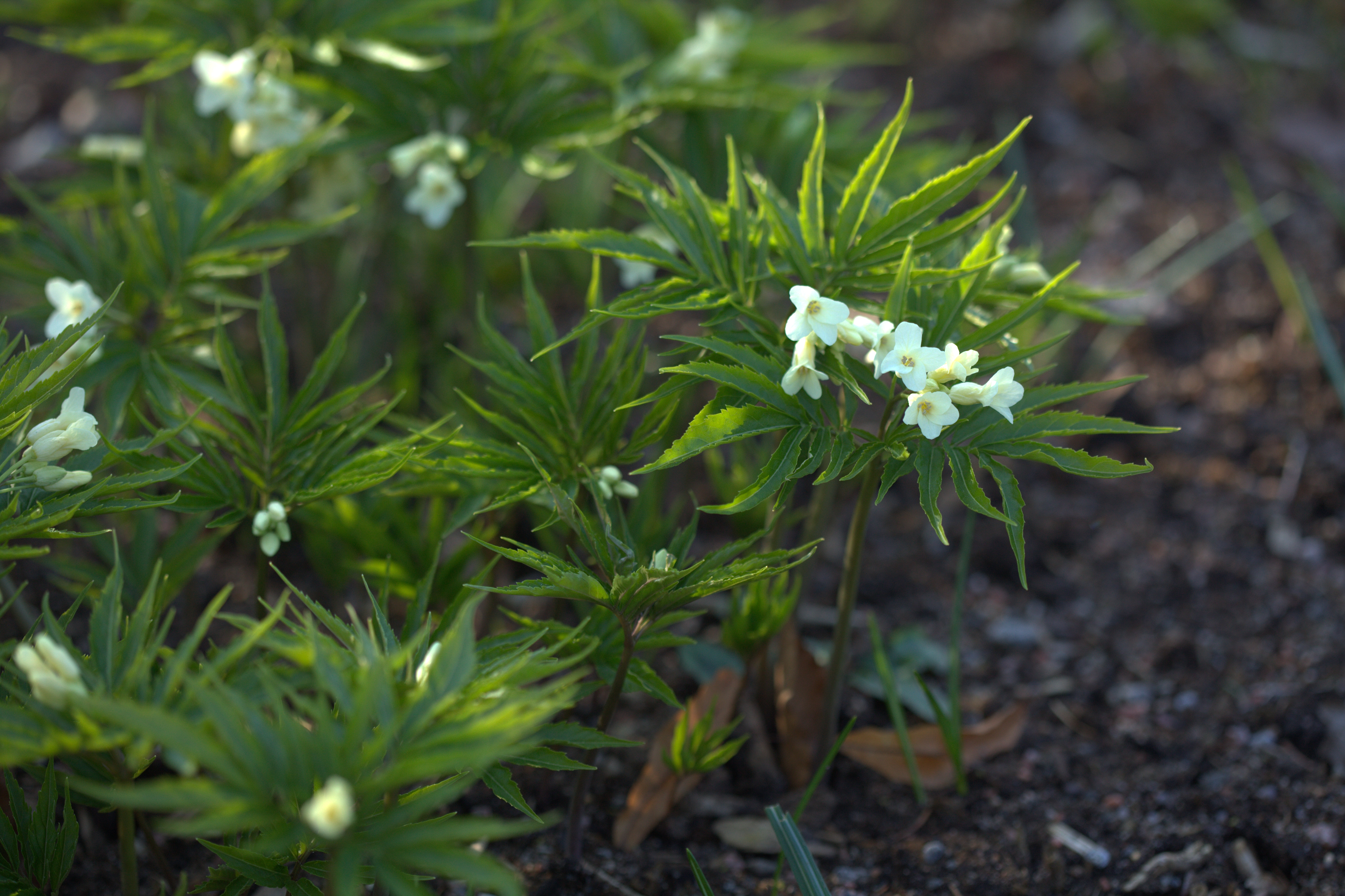
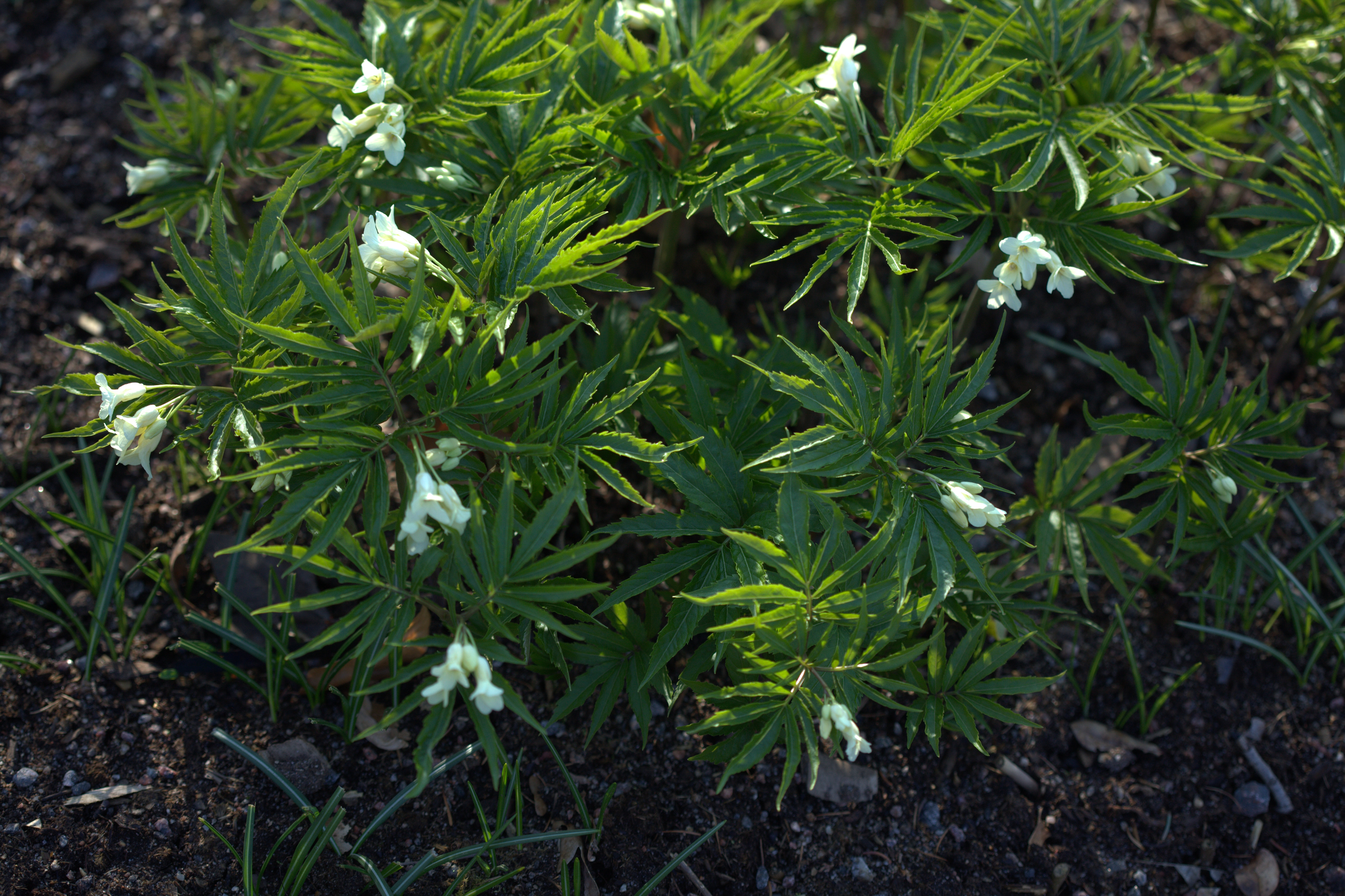